# Nanticoke (Maryland)
Nanticoke es un lugar designado por el censo ubicado en el condado de Wicomico en el estado estadounidense de Maryland. En el Censo de 2010 tenía una población de 225 habitantes y una densidad poblacional de 33,44 personas por km².

## Geografía
Nanticoke se encuentra ubicado en las coordenadas 38°15′56″N 75°53′13″O / 38.26556, -75.88694. Según la Oficina del Censo de los Estados Unidos, Nanticoke tiene una superficie total de 6.73 km², de la cual 6.71 km² corresponden a tierra firme y (0.31%) 0.02 km² es agua.

## Demografía
Según el censo de 2010, había 225 personas residiendo en Nanticoke. La densidad de población era de 33,44 hab./km². De los 225 habitantes, Nanticoke estaba compuesto por el 67.11% blancos, el 28.44% eran afroamericanos, el 0.44% eran amerindios, el 0% eran asiáticos, el 0% eran isleños del Pacífico, el 4% eran de otras razas y el 0% pertenecían a dos o más razas. Del total de la población el 6.22% eran hispanos o latinos de cualquier raza.